# Wanda Hanusowa
Wanda Hanusowa, z domu Kopaczyńska (ur. 10 czerwca 1914 we Lwowie, zm. 13 stycznia 1973 w Toruniu) – polska fizyk teoretyk.

## Życiorys
Studiowała fizykę na Uniwersytecie Jana Kazimierza we Lwowie, gdzie już po wybuchu II wojny światowej uzyskała magisterium z fizyki teoretycznej pod kierunkiem prof. Wojciecha Rubinowicza w roku 1940.
W roku 1947 została asystentem w Katedrze Fizyki Doświadczalnej Uniwersytetu Mikołaja Kopernika w Toruniu, gdzie pracowała pod kierunkiem profesora Aleksandra Jabłońskiego. 
W roku 1950 uzyskała doktorat z fizyki na podstawie pracy doktorskiej „Kwantowy oscylator torsyjny”.
Następnie Wanda Hanusowa przeszła się do Katedry Fizyki Teoretycznej Uniwersytetu Mikołaja Kopernika kierowanej przez profesora Jerzego Rayskiego, gdzie zajmowała się badaniami kwantowej teorii pola.
W roku 1955 otrzymała tytuł naukowy docenta. Po przejściu prof. Rayskiego 1958 do Uniwersytetu Jagiellońskiego Wanda Hanusowa objęła kierownictwo Katedry Fizyki Teoretycznej UMK. 
W końcu lat pięćdziesiątych zajmowała się teorią widm atomowych, a następnie prowadziła badania nad transformacją Foldy-Wouthuysena w mechanice kwantowej. 
W latach 1957–1961 pełniła funkcję sekretarza generalnego Polskiego Towarzystwa Fizycznego. Została wybrana przewodniczącą Oddziału Toruńskiego PTF.